# 千葉市民活動支援センター
千葉市民活動支援センター（ちばしみんかつどうしえんセンター）は、千葉県千葉市中央区にある千葉中央ツインビル2号館の9階に所在する公共施設。旧名称はちば市民活力創造プラザ（ちばしみんかつりょくそうぞうプラザ）。

## 概要

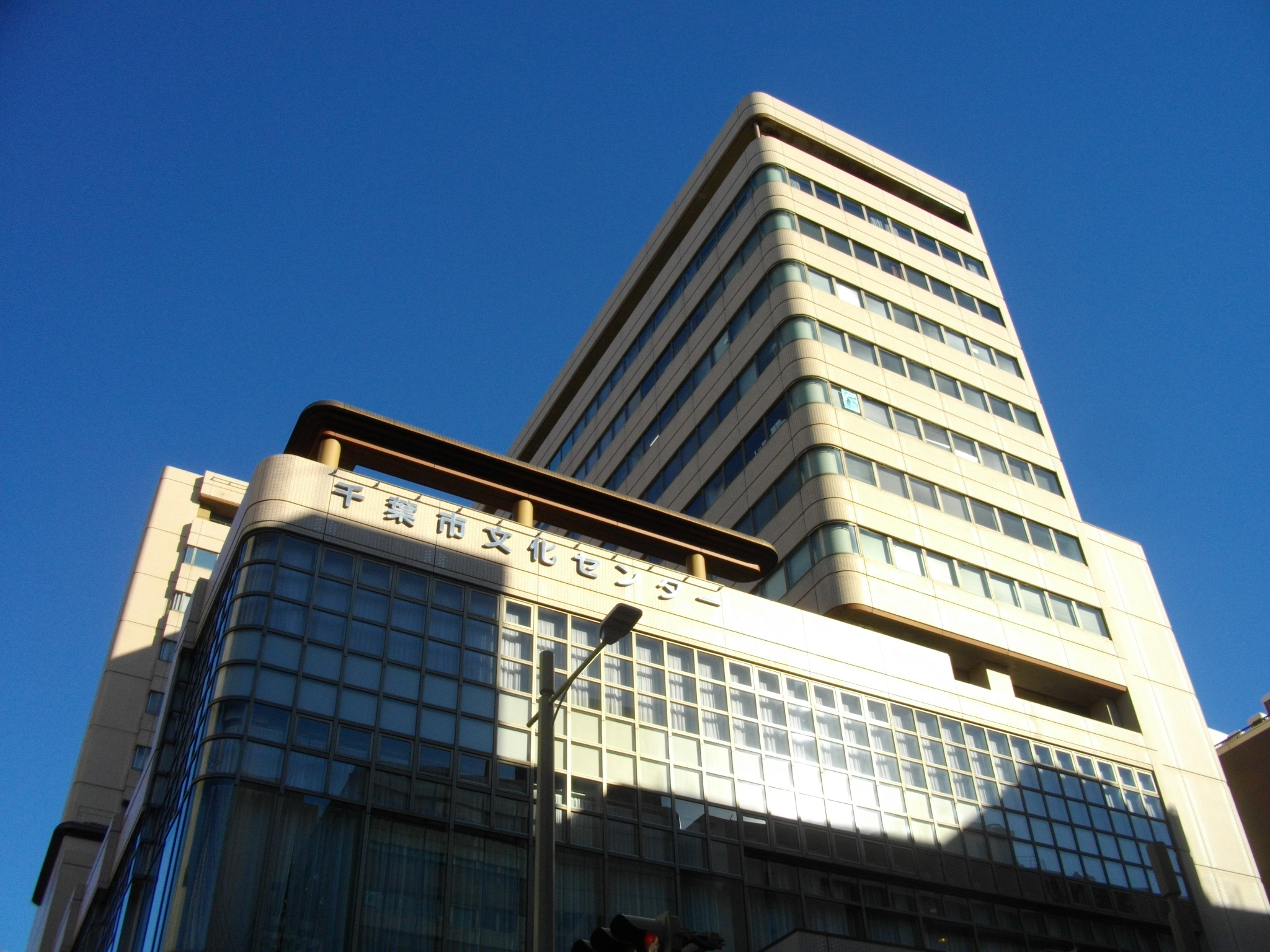
千葉中央ツインビル2号館

千葉市内で活動するNPO法人やボランティア団体を支援する目的で、同市の千葉中央コミニティセンターに2003年（平成15年）2月に設置した千葉市民活動センターと、千葉市ボランティアズカフェを統合する形で、2012年（平成24年）4月4日に千葉市によって設置された。運営はNPO法人である「まちづくり千葉」と「リベルタちば」の共同事業体が受託している。
主な活動としては施設に登録されている活動団体の支援（会議室や、印刷機等の提供）、市内に行われる様々なイベントの情報配信などを行っている。また同施設のウェブサイトの運営などがある。
2014年（平成26年）4月1日より、指定管理者制度の導入により名称が「ちば市民活力創造プラザ」から「千葉市民活動支援センター」に変更となった。

## 沿革
- 2002年秋 - 当時千葉市総務課が千葉中央コミュニティセンター1階に千葉市民活動センターとして設置[3]。
- 2005年7月1日 - 特定非営利活動法人が運営を開始。
- 2008年4月1日 - 京葉銀行文化プラザの2階に千葉市ボランティアズカフェが開設。
- 2012年4月4日 - 千葉市民活動センターと千葉市ボランティアズカフェを合併させて現在の所に開館する[4]。
- 2014年4月1日 - 千葉市の指定管理者制度の導入により名称変更。